# Bogdan Wojciszke
Bogdan Stefan Wojciszke (ur. 11 czerwca 1952 w Gdańsku) – polski psycholog, profesor nauk humanistycznych, wykładowca akademicki, członek rzeczywisty Polskiej Akademii Nauk.

## Życiorys
W 1975 ukończył psychologię na Uniwersytecie im. Adama Mickiewicza w Poznaniu. W 1978 doktoryzował się na Uniwersytecie Gdańskim. W 1986 uzyskał stopień doktora habilitowanego na Uniwersytecie Warszawskim. W 1993 otrzymał tytuł profesora nauk humanistycznych. Odbywał staże naukowe m.in. na Uniwersytecie w Aberdeen, w Max-Planck-Institut w Berlinie i w Nuffield College (Uniwersytet Oksfordzki). Był stypendystą Fundacji im. Aleksandra von Humboldta.
Od 1975 przez rok pracował na UAM w Poznaniu, następnie do 2000 związany z Uniwersytetem Gdańskim, na którym kierował Instytutem Psychologii. Później związany ze Szkołą Wyższą Psychologii Społecznej, w której objął funkcję dziekana Wydziału Zamiejscowego w Sopocie. Był również dyrektorem Instytutu Psychologii PAN.
W 2010 został członkiem korespondentem PAN, a w 2016 członkiem rzeczywistym PAN. Był także członkiem Komitetu Nauk Psychologicznych PAN i członkiem rady wykonawczej European Association of Experimental Social Psychology. Wchodził w skład rad i komitetów redakcyjnych licznych czasopism branżowych, m.in. „Journal of Experimental Social Psychology”, „European Journal of Social Psychology” i „Studiów Psychologicznych”. Był redaktorem naczelnym „Przeglądu Psychologicznego” (1995–1999).
Został członkiem Centralnej Komisji do Spraw Stopni i Tytułów na kadencję 2017–2020.
Specjalizuje się w zagadnieniach z zakresu psychologii osobowości i psychologii społecznej. Jest autorem badań z zakresu spostrzegania i oceniania ludzi, dynamiki bliskich związków uczuciowych, psychologii władzy, postawy Polaków wobec przekształceń własnościowych, produktywności i godności jako wartości etycznych współczesnego społeczeństwa polskiego. Jest kontynuatorem Roberta Sternberga, zajął się rozwijaniem jego trójczynnikowej koncepcji miłości.

## Odznaczenia
W 2011 odznaczony Krzyżem Kawalerskim Orderu Odrodzenia Polski. W 2006 otrzymał Srebrny Krzyż Zasługi.

## Wybrane publikacje
- Człowiek wśród ludzi: zarys psychologii społecznej, Scholar, Warszawa 2002.
- Kobieta zmienną jest, Gdańskie Wydawnictwo Psychologiczne, Gdańsk 2009.
- Procesy oceniania ludzi, Nakom, Poznań 1991.
- Psychologia miłości: intymność, namiętność, zaangażowanie, Gdańskie Wydawnictwo Psychologiczne, Gdańsk 1994.
- Psychologia rozumienia zjawisk społecznych (współredaktor), Wydawnictwo Naukowe PWN Warszawa 1999.
- Psychologia społeczna, Scholar, Warszawa 2011.
- Psychologia społeczna, Scholar, Warszawa 2024.